# Giuliano Gemma
Giuliano Gemma, även känd som Montgomery Wood, född 2 september 1938 i Rom, död 1 oktober 2013 i Civitavecchia, Lazio, var en italiensk skådespelare och stuntman. Han är internationellt mest känd för sitt arbete inom spaghettiwesterns.

## Roller i urval
- 1959 – Arrangiatevi
- 1959 – Ben-Hur (ej krediterad)
- 1963 – Leoparden
- 1965 – Det kom en farlig man
- 1965 – En pistol för Ringo
- 1966 – 50.000 dollar för Arizona Colt
- 1967 – En främling kom för att hämnas
- 1976 – Il deserto dei Tartari
- 1977 – California - mannen utan lag
- 1978 – Den slutna cirkeln
- 1982 – Tenebre
- 1986 – Speriamo che sia femmina
- 1992 – Juveler